# バレーボールトリニダード・トバゴ女子代表
バレーボールトリニダード・トバゴ女子代表（バレーボールトリニダードトバゴじょしだいひょう）は、バレーボールの国際大会で編成されるトリニダード・トバゴの女子バレーボールナショナルチームである。国際バレーボール連盟が主催する国際大会としては、2017年のバレーボール・ワールドグランプリが初登場となった。これまでの大陸選手権では2013年の6位が最高記録である。

## 過去の成績

### FIVBワールドグランプリ
- 2017年 - 31位（グループ3 7位[3]）

### 世界選手権の成績
- 2018年 - 出場予定

### NORCECA選手権
- 2003 ; 7位
- 2005 ; 8位
- 2007 ; 8位
- 2009 ; 8位
- 2011 ; 7位
- 2013 ; 6位
- 2015 ; 7位

### パンアメリカンカップ
- 2007 — 12位
- 2008 — 12位
- 2009 — 10位
- 2010 — 10位
- 2011 — 10位
- 2012 — 10位
- 2013 — 10位
- 2014 — 11位
- 2016 — 10位
- 2017 — 9位

## 参考
- NORCECA